# Cueva de Las Mestas
La cueva de Las Mestas está situada en las cercanías del barrio de Tahoces (asturiano, Taoces), en la parroquia de Valsera en el concejo asturiano de Las Regueras.
Situada en la ribera derecha del río Nora, poco antes de su unión con el río Nalón contiene representaciones de arte rupestre compuestas por cuatro líneas, de trazo ancho, y profundo, y una superficie de forma triangular labrada por piqueteado continuo.